# Varanus jobiensis
Varanus jobiensis este o specie de reptile din genul Varanus, familia Varanidae, descrisă de Ernst Ahl în anul 1932. A fost clasificată de IUCN ca specie cu risc scăzut. Conform Catalogue of Life specia Varanus jobiensis nu are subspecii cunoscute.

## Galerie

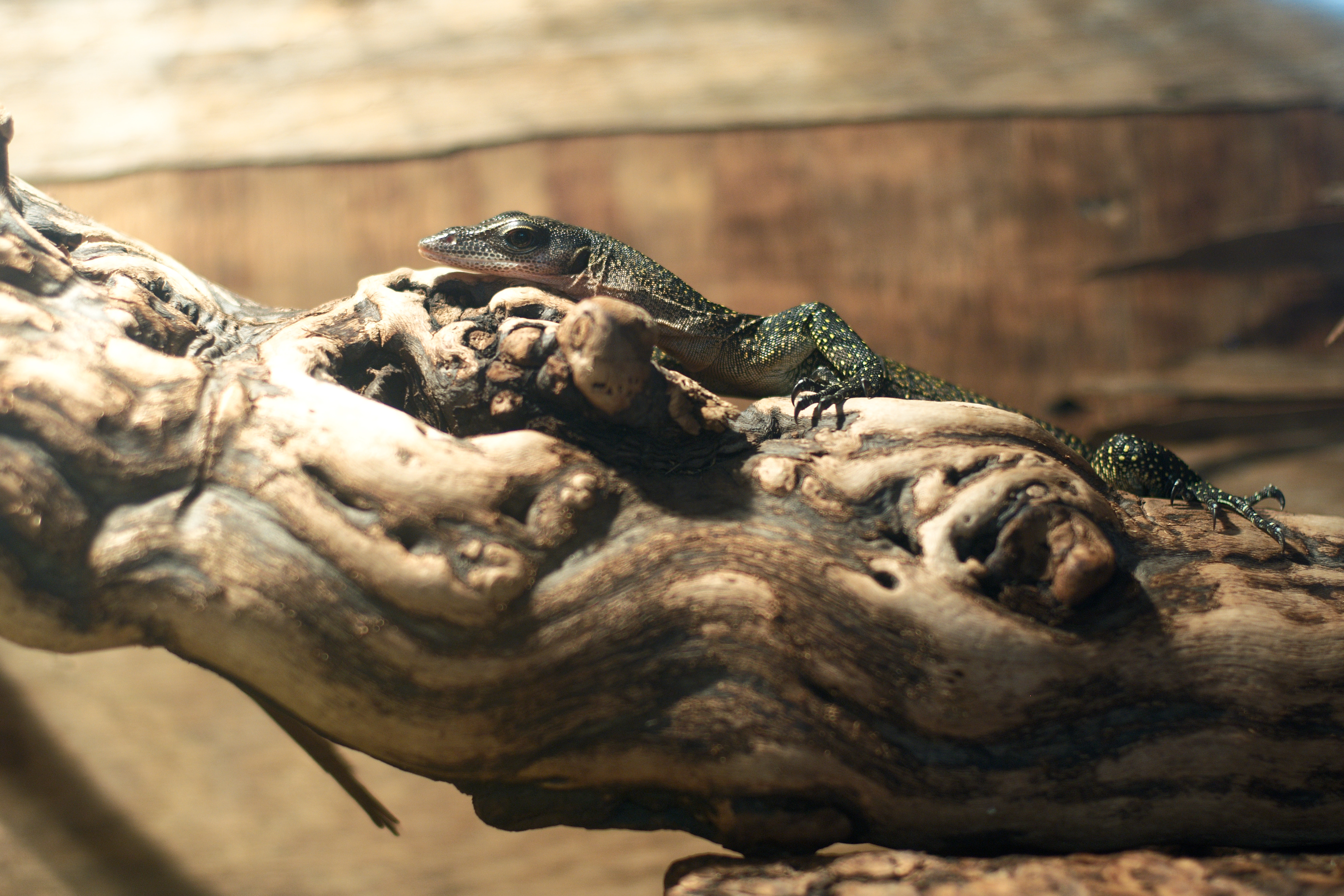